# Khủng long

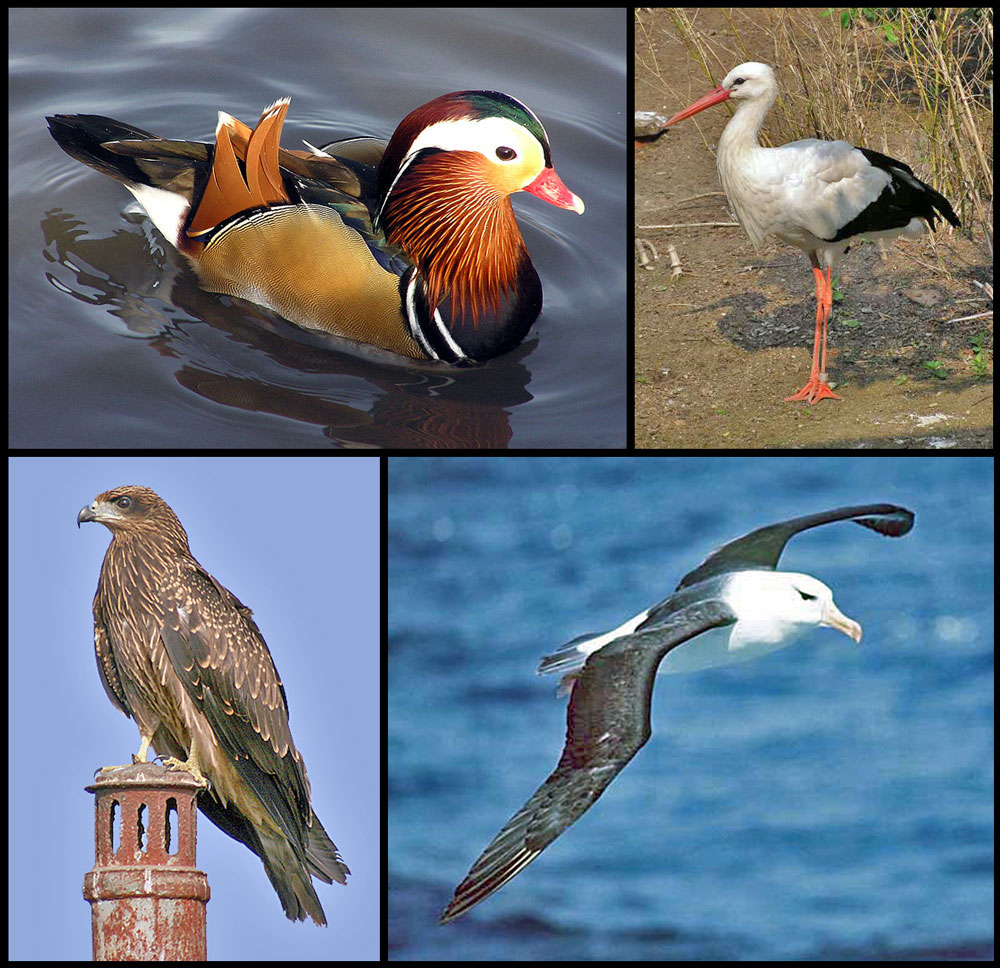
Lớp Chim được xếp vào nhóm Dinosauria theo hệ thống phân loại sinh học áp dụng phương pháp phát sinh chủng loại.

Khủng long là một nhóm bò sát thuộc nhánh Dinosauria, xuất hiện lần đầu vào kỷ Tam Điệp khoảng 243 - 233,23 triệu năm trước đây, mặc dù nguồn gốc chính xác và các mốc thời gian trong quá trình tiến hóa của chúng hiện vẫn đang tiếp tục được đào sâu nghiên cứu. Kể từ sau sự kiện tuyệt chủng Tam Điệp – Jura (201,3 triệu năm trước), khủng long đã trở thành nhóm động vật có xương sống chiếm ưu thế nhất xuyên suốt qua kỷ Jura cho đến cuối kỷ Phấn Trắng, khi sự kiện tuyệt chủng Phấn Trắng-Cổ Cận (66 triệu năm trước) làm tuyệt chủng hầu hết các nhóm khủng long và 3/4 các loài động vật, thực vật trên Trái Đất (trong đó đa số các loài bò sát khổng lồ bao gồm khủng long bị thiệt hại nặng nề nhất, các loài cá và lưỡng cư ít bị thiệt hại), sự kiện tuyệt chủng này đánh dấu sự kết thúc Đại Trung Sinh và bắt đầu Đại Tân Sinh. Các ghi nhận hóa thạch cho thấy chim đã tiến hóa từ khủng long có lông vũ, tiến hóa từ một nhóm lớn hơn là khủng long chân thú vào thế Jura muộn, và vài loài chim đã sống sót sau sự kiện tuyệt chủng 66 triệu năm trước rồi tiếp tục phát triển đa dạng như hiện nay. Do đó, chim là hậu duệ duy nhất còn sót lại ngày nay của khủng long, và khủng long vẫn chưa tuyệt chủng hoàn toàn như vẫn thường được nói mà một nhánh con cháu của chúng vẫn còn tồn tại đến tận ngày nay. Khủng long vì thế có thể được chia thành hai loại là khủng long phi điểu (tức là tất cả các loại khủng long khác chim) và chim.
Khủng long là một nhóm đa dạng từ phân loại sinh học, hình thái đến sinh thái. Chim, với hơn 10,000 loài còn sinh tồn, là nhóm động vật có xương sống đa dạng nhất ngoài bộ Cá vược. Theo các bằng chứng hóa thạch, các nhà cổ sinh đã nhận ra 500 chi và hơn 1000 loài khủng long phi điểu. Khủng long có mặt ở khắp các châu lục, qua những loài hiện còn (chim) cũng như những hóa thạch còn sót lại. Suốt nửa đầu của thế kỷ XX, trước khi chim được xem là khủng long, hầu hết cộng đồng khoa học tin rằng khủng long là động vật chậm chạp và biến nhiệt. Tuy nhiên hầu hết các nghiên cứu những năm 1970 đã chỉ ra rằng khủng long là động vật hoạt động tích cực với khả năng trao đổi chất cao và thích nghi tốt cho quan hệ xã hội. Một số ăn thực vật, số khác ăn thịt. Có bằng chứng cho thấy tất cả khủng long đều đẻ trứng, và xây tổ là một đặc điểm phụ của tất cả khủng long, cả chim lẫn phi điểu.
Tổ tiên khủng long đi bằng hai chân. Tuy thế rất nhiều chi khủng long đi bằng bốn chân, và một số chi có thể thay đổi giữa 2 dạng. Cấu trúc sừng và mào là phổ biến ở tất cả các nhóm khủng long, và vài nhóm thậm chí còn phát triển các biến đổi bộ xương như giáp mô hoặc gai. Trong khi khủng long hiện đại (chim) khá nhỏ để thuận tiện cho việc bay lượn (tất nhiên vẫn có một vài loài chim không thể bay), nhiều loài khủng long có cơ thể rất lớn. Chi khủng long chân thằn lằn lớn nhất có thể đạt tới 39,7 mét (130 foot) chiều dài và 18 m (59 ft) chiều cao. Dù vậy, ý nghĩ rằng khủng long đa số đều to lớn là sai lầm, vì hóa thạch lớn có khuynh hướng được giữ lâu hơn. Nhiều chi khủng long khá là nhỏ, vi dụ Xixianykus chỉ dài khoảng 50 xentimét (20 inch).
Kể từ khi hóa thạch khủng long lần đầu tiên được ghi nhận trong những năm đầu thế kỷ XIX, khủng long đã trở thành một phần của văn hóa đại chúng và bộ xương hoặc mô hình hóa thạch của chúng là các điểm thu hút khách tham quan ở các viện bảo tàng. Kích thước khổng lồ của một số nhóm khủng long, cũng như bản chất có vẻ huyền bí và quái vật, đã đảm bảo cho sự xuất hiện của chúng trong những quyển sách và bộ phim bán chạy nhất như Jurassic Park. Sự nhiệt tình của công chúng đã dẫn đến các tài trợ đáng kể cho nghiên cứu khủng long, và những khám phá mới thường xuyên được cập nhật bởi các phương tiện truyền thông.

## Từ nguyên
"Khủng long" (được người Việt dịch ra từ tiếng Trung 恐龍) là từ Hán-Việt có nghĩa là "rồng lớn". Đơn vị phân loại Dinosauria được nhà cổ sinh học Sir Richard Owen định nghĩa chính thức năm 1842 là "một tộc riêng hoặc phân bộ của bò sát Sauria", một nhóm các động vật được chấp nhận ở Anh và trên thế giới lúc bấy giờ. Tên có nguồn gốc từ Ancient Greek  δεινός (deinos) 'mạnh mẽ, khủng khiếp hoặc to lớn một cách đáng sợ', và  σαῦρος (sauros) 'thằn lằn hoặc bò sát'. Mặc dù cái tên này thường được giải thích là có liên quan đến răng, móng vuốt hoặc những đặc điểm đáng sợ khác của khủng long, theo Owen nó đơn thuần chỉ để gợi lên kích thước và vẻ oai vệ của chúng.
Nhiều loại bò sát tiền sử khác như dực long, thương long, thằn lằn cá, thằn lằn đầu rắn và Dimetrodon cũng được công chúng thường coi là khủng long, nhưng thực ra là không phải. Dực long, là thành viên của nhánh Ornithodira, là họ hàng xa của khủng long. Các nhóm khác kể trên, cũng như khủng long và dực long, là thành viên của nhóm bò sát Sauropsida (nhánh 2 cung bên, gồm các loài bò sát và chim hiện nay), còn Dimetrodon thuộc nhóm Synapsida (nhánh một cung bên, tiến hóa thành thú có vú hiện nay).

## Định nghĩa
Theo phương pháp phát sinh loài, khủng long thường được định nghĩa là nhóm động vật bao hàm tổ tiên chung gần đây nhất (MRCA) của Triceratops và chim, cũng như tất cả các hậu duệ của chúng. Có ý kiến cho rằng Dinosauria nên được định nghĩa trong tương quan với MRCA của Megalosaurus và Iguanodon, bởi lẽ đây là hai trong số ba chi phân loài được Richard Owen trích dẫn khi ông công nhận nhánh Dinosauria. Cả hai cách định nghĩa đều dẫn đến cùng một công thức phân loại: "Dinosauria = Ornithischia + Saurischia"; trong đó bao gồm các dòng dõi khủng long thấp hơn như: Ankylosauria (khủng long bọc giáp, ăn cỏ, đi đứng bằng bốn chân), Stegosauria (khủng long phiến sừng, ăn cỏ, đi đứng bằng bốn chân), Ceratopsia (khủng long có diềm cổ, ăn cỏ, đi đứng bằng hai hoặc bốn chân), Pachycephalosauria (khủng long sọ cứng, ăn cỏ, đi đứng bằng hai chân), Ornithopoda (khủng long ăn cỏ, đi đứng bằng hai hoặc bốn chân, bao gồm khủng long "mỏ vịt"), Theropoda (hầu hết là khủng long ăn thịt, và chim), và Sauropodomorpha (khủng long ăn cỏ, đi đứng bằng bốn chân, cổ và đuôi dài).
Chim hiện được công nhận là dòng dõi duy nhất còn tồn tại của khủng long. Theo phân loại truyền thống, chim được coi là một lớp động vật khác biệt đã tiến hóa từ khủng long, vốn lại một liên bộ riêng biệt. Tuy nhiên, phần lớn giới cổ sinh vật học đương đại bác bỏ cách phân loại truyền thống, mà thay vào đó phân loại theo lối phát sinh chủng loài; cách tiếp cận này đòi hỏi rằng, để một nhóm được coi là hợp lệ, tất cả hậu duệ của các loài thành viên cũng phải được quy vào nhóm. Vậy nên, chim được coi là khủng long và khủng long, do đó, chưa tuyệt chủng. Chim được xếp vào phân nhóm Maniraptora, thuộc nhánh Coelurosauria, phân bộ Therapoda, bộ Saurischia.
Nghiên cứu năm 2017 của Matthew Baron, David B. Norman và Paul M. Barrett đã đề xuất một thay đổi căn bản đối với hệ thống phân loài khủng long. Phân tích phát sinh chủng loại của Baron et al. đã phục hồi giả thuyết cho rằng Ornithischia gần gũi hơn với Therapoda khi so với Sauropodomorpha, trái ngược với kiểu gộp Therapoda và Sauropodomorpha cổ điển. Tuy nhiên, điều này sẽ khiến nhóm Sauropoda và hậu duệ của chúng không còn được tính là khủng long, vậy nên nhóm tác giả đã phải định nghĩa lại Dinosauria là tổ tiên chung cuối cùng của Triceratops horridus, Passer localus và Diplodocus carnegii, cũng như tất cả các hậu duệ của chúng. Họ đồng thời hồi sinh thuật ngữ Ornithoscelida để chỉ gộp Ornithischia và Theropoda.

### Mô tả chung

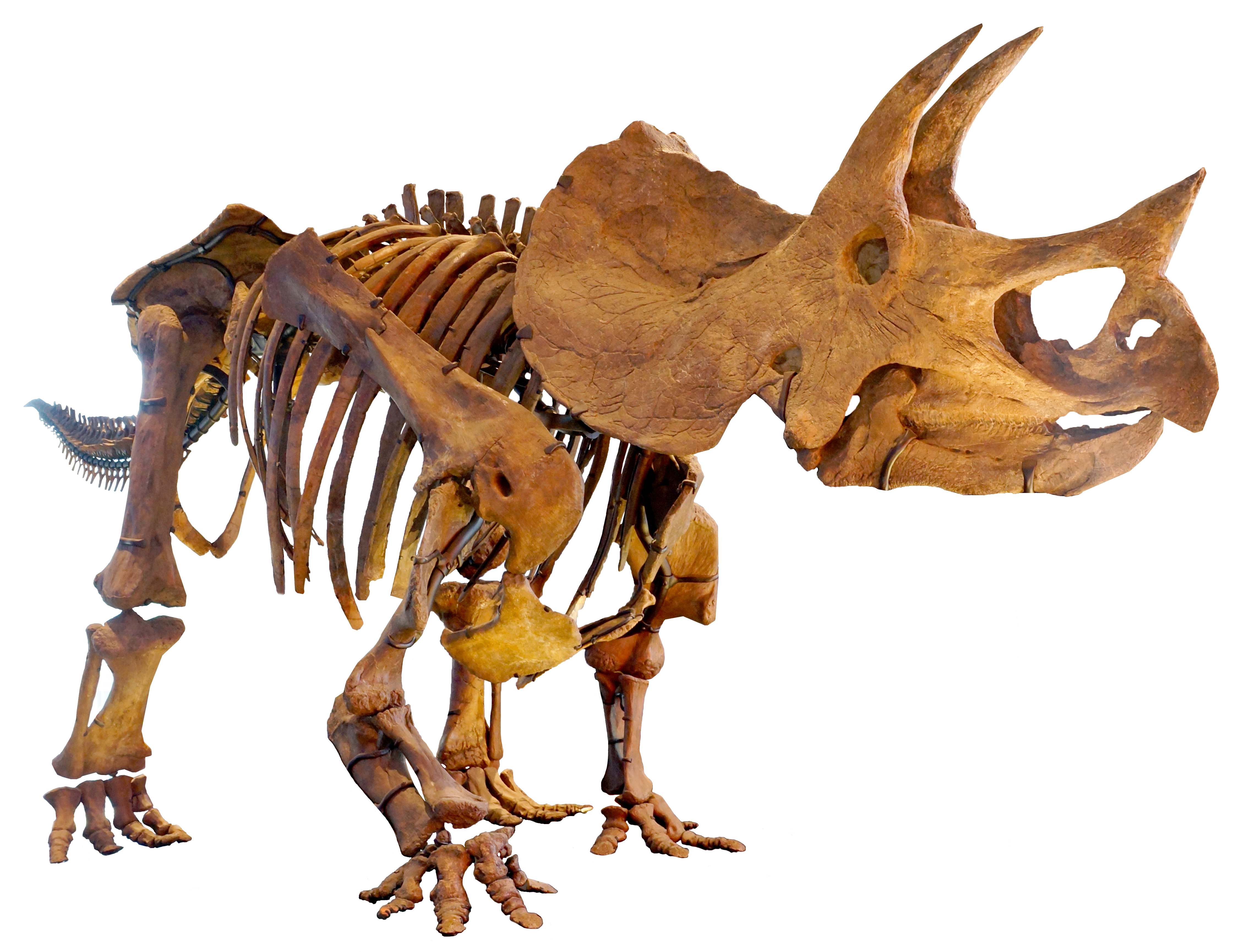
Khung xương Triceratops lưu giữ tại Bảo tàng Lịch sử Tự nhiên Hạt Los Angeles

Sử dụng một trong những định nghĩa trên, khủng long có thể được mô tả chung là những động vật thuộc nhóm Archosauria có chân sau duỗi thẳng bên dưới cơ thể khi đứng. Các nhóm bò sát tiền sử thường bị ngộ nhận là khủng long, mặc dù không chính xác, bao gồm: thằn lằn cá, thằn lằn sông, thằn lằn cổ rắn, dực long và pelycosauria (đặc biệt là chi Dimetrodon). Dực long là họ hàng xa của khủng long vì chúng cùng thuộc nhánh Ornithodira. Các nhóm còn lại, giống khủng long và dực long, đều thuộc nhánh Sauropsida (gồm bò sát và chim), ngoại trừ Dimetrodon thuộc nhánh Synapsida. Tất cả các nhóm kể trên có dáng đứng chi sau khác hoàn toàn khi so với khủng long thật sự.
Khủng long là động vật có xương sống phổ biến nhất trên Trái Đất vào Đại Trung Sinh, đặc biệt là trong kỷ Jura và kỷ Phấn Trắng. Các loài động vật khác bị hạn chế về kích thước và hốc sinh thái trong thời kỳ này; như động vật có vú chẳng hạn, hiếm khi đạt được kích thước của một con mèo nhà, hầu hết đều nhỏ nhắn và săn những con mồi tí hon. Khủng long là một nhóm động vật rất đa dạng và phong phú; tính đến năm 2018, hơn 900 chi khủng long phi điểu đã được xác định và tổng số chi được lưu lại trong bản ghi khảo cổ được ước tính vào khoảng 1850, gần 75% trong đó chưa được khám phá, và 1124 loài tính đến năm 2016. Một nghiên cứu năm 1995 suy đoán rằng, từng tồn tại 3.400 chi khủng long khác nhau trên thế giới, tính cả các loài không được lưu giữ trong bản ghi khảo cổ.
Năm 2016, số lượng loài khủng long tồn tại trong Đại Trung Sinh được ước tính rơi vào khoảng 1.543–2.468. Năm 2021, số lượng loài chim hiện đại được ước tính vào khoảng 10.806. Mặc dù tổ tiên chúng đi đứng bằng hai chân, một số loài khủng long đã phát triển dáng đi đứng bằng bốn chân; một số khác, như Anchisaurus và Iguanodon chẳng hạn, còn có thể chuyển dáng đi từ hai chân sang bốn chân. Các đặc điểm kiểu hình như sừng và mào xuất hiện rất phổ biến ở khủng long, một số thậm chí sở hữu giáp xương. Dù nổi tiếng về kích thước cơ thể khổng lồ, nhiều loài khủng long Đại Trung Sinh trên thực tế chỉ to bằng con người hoặc có khi còn bé hơn. Khủng long sinh sôi nảy nở ở nhiều nơi và bằng chứng hóa thạch cho thấy phạm vi sinh sống của chúng đã lan tỏa khắp thế giới kể từ thế Jura sớm. Cũng có bằng chứng cho thấy nhiều loài khủng long phi điểu, như Microraptor chẳng hạn, có khả năng bay hoặc ít nhất là liệng, và một số khác, như họ Spinosauridae chẳng hạn, có tập tính bán thủy sinh.

### Đặc điểm giải phẫu
Mặc dù các khám phá gần đây đã khiến việc trình bày một bản danh sách các đặc điểm riêng biệt được thống nhất phổ quát của khủng long trở nên khó khăn hơn bao giờ hết, song hầu như tất cả các loài khủng long được phát hiện tới nay đều chia sẻ một số điểm đột biến nhất định khi so với tổ tiên chung của chúng. Một số nhóm khủng long về sau còn phát triển nhiều đặc điểm tách biệt, song vẫn bắt nguồn từ những đặc điểm tổ tiên mà được coi là điển hình của Dinosauria. Thuật ngữ để chỉ các đặc điểm như vậy là kiểu hình dẫn xuất chia sẻ (synapomorphy).
Năm 2011, nhà cổ sinh vật học Sterling Nesbitt liệt kê mười hai đặc tính dẫn xuất chia sẻ chung sau đây của nhánh Archosauria:
- Ở hộp sọ, phía trước cửa sổ trên thái dương (supratemporal fenestra) còn có hố trên thái dương (supratemporal fossa).
- Các mỏm lồi đốt cổ (epipophysis) hiện diện ở các đốt cổ nằm sau đốt đội (atlas) và đốt trục (axis).
- Đỉnh của chỏm delta-ngực, tức mỏm xương chĩa ra để cung cấp chỗ bám cho cơ delta-ngực (deltopectoral), có thể nằm ở bất cứ vị trí nào kể từ khoảng 30% chiều dài của xương cánh tay.
- Xương quay (radius) ngắn hơn hoặc bằng 80% xương cánh tay (humerus).
- Mẩu chuyển thứ tư (fourth trochanter), tức mỏm xương chĩa ra để cung cấp chỗ bám cho cơ đùi-đuôi (caudofemoralis), trên xương đùi là một gờ nổi.
- Mẩu chuyển thứ tư bất đối xứng, với rìa xa, thấp, tạo thành một góc dốc so với trục.
- Trên xương sên (astragalus) và xương gót (calcaneum), xương mắt cá chân trên, mặt khớp gần nhất, bề mặt kết nối trên, của xương mác (fibula) chiếm ít hơn 30% chiều rộng của phần tử.
- Các xương ngoài chẩm (exoccipital) ở phía sau hộp sọ không gặp nhau tại đường dọc đường giữa trên nền khoang nội sọ.
- Ở khung chậu, các bề mặt khớp gần gốc đốt háng (ischium) với xương chậu (ilium) và xương mu (pubis) bị ngăn cách bởi một bề mặt lõm lớn (ở phía trên của đốt háng, một phần của khớp hông mở nằm giữa các tiếp xúc với xương mu và xương chậu).
- Cạnh sống xương chày (cnemial crest) cong theo hướng trước-bên (anterolaterally).
- Dãy lồi định hướng gần theo chiều từ trục chính giữa cơ thể ra xa (proximodistally) khác biệt hiện diện ở mặt sau của cuống xương chày xa.
- Mặt khớp giữa xương mác và xương gót, tức bề mặt trên cùng của xương gót nối với xương mác, lõm xuống.

Nesbitt đồng thời bác bỏ một số kiểu hình dẫn xuất chung được đề xuất trước đó, những đặc điểm vốn có mặt ở cả họ Silesauridae, được ông phục hồi như một nhóm chị em của Dinosauria. Những đặc điểm này bao gồm một mẩu chuyển trước lớn, khối xương bàn chân II và IV có chiều dài không đều nhau, tiếp xúc giữa đốt háng và xương mu bị tiêu giảm, đỉnh cạnh sống hiện diện trên xương chày và mỏm từ dưới lên của xương sên, v.v.

Các khớp hông và tư thế chi sau của, lần lượt từ trái sang phải: bò sát điển hình (xoải hai bên), khủng long và thú (duỗi thẳng vuông góc khớp), và rauisuchia (duỗi thẳng cột)

Ngoài ra, một loạt các đặc điểm trên bộ xương khác được chia sẻ bởi các loài khủng long. Tuy nhiên, vì chúng là điểm chung của nhiều nhóm thằn lằn chúa khác hoặc không xuất hiện trong các loài khủng long thời kỳ đầu, những đặc điểm này không được coi là dẫn xuất chung. Ví dụ, ở động vật Hai cung bên, tổ tiên khủng long có hai cặp cửa sổ thái dương (các lỗ ở hộp sọ phía sau ổ mắt) và là thành viên của nhóm Hai cung bên Thằn lằn chúa, có thêm các lỗ mở ở mõm và hàm dưới. Ngoài ra, một số đặc điểm từng được cho là dẫn xuất chung hiện được biết là đã xuất hiện trước cả khủng long, hoặc vắng mặt ở những con khủng long sớm nhất và tiến hóa độc lập bởi các nhóm khủng long khác nhau. Chúng bao gồm một xương bả vai kéo dài, một xương cùng bao gồm ba hoặc nhiều đốt sống hợp nhất (ba được tìm thấy trong một số thằn lằn chúa khác, nhưng chỉ có hai được tìm thấy ở Herrerasaurus); và một ổ cối mở, hoặc ổ cắm hông, có một lỗ ở giữa ở bề mặt bên trong của nó (đóng vào ở Saturnalia). Một khó khăn khác trong việc xác định các đặc điểm chung của khủng long là khủng long sơ khai và các loài săn mồi khác từ thế Đệ Tam muộn thường được biết đến rất ít và giống nhau theo nhiều cách; những con vật này đôi khi bị xác định sai trong nhiều tài liệu.
Khủng long đứng với chân sau dựng đứng theo cách tương tự như hầu hết các động vật có vú hiện đại, khác biệt với hầu hết các loài bò sát khác có tư thế chân nằm ngang. Tư thế này xuất hiện là do sự phát triển của một ngách ở mặt bên trong khung chậu (thường là một ổ mở) và một đầu khác biệt hướng vào bên trong nằm trên xương đùi. Tư thế duỗi thẳng cho phép những con khủng long nguyên thủy dễ hô hấp hơn trong khi đang di chuyển, tăng sức chịu đựng và mức độ hoạt động vượt qua những loài bò sát xoải chân. Tay chân duỗi thẳng có lẽ đã hỗ trợ sự tiến hóa của kích thước cơ thể lớn bằng cách giảm lực uốn cong lên các chi. Một số thằn lằn chúa không phải khủng long, bao gồm rauisuchian, cũng có chân tay duỗi thẳng nhưng đạt được điều này nhờ cấu hình "trụ cột" của khớp hông, trong đó thay vì xương đùi chèn vào ổ cắm trên hông, xương chậu được xoay lại để tạo thành một kệ nhô ra.

### Tiến hóa và cổ địa sinh học

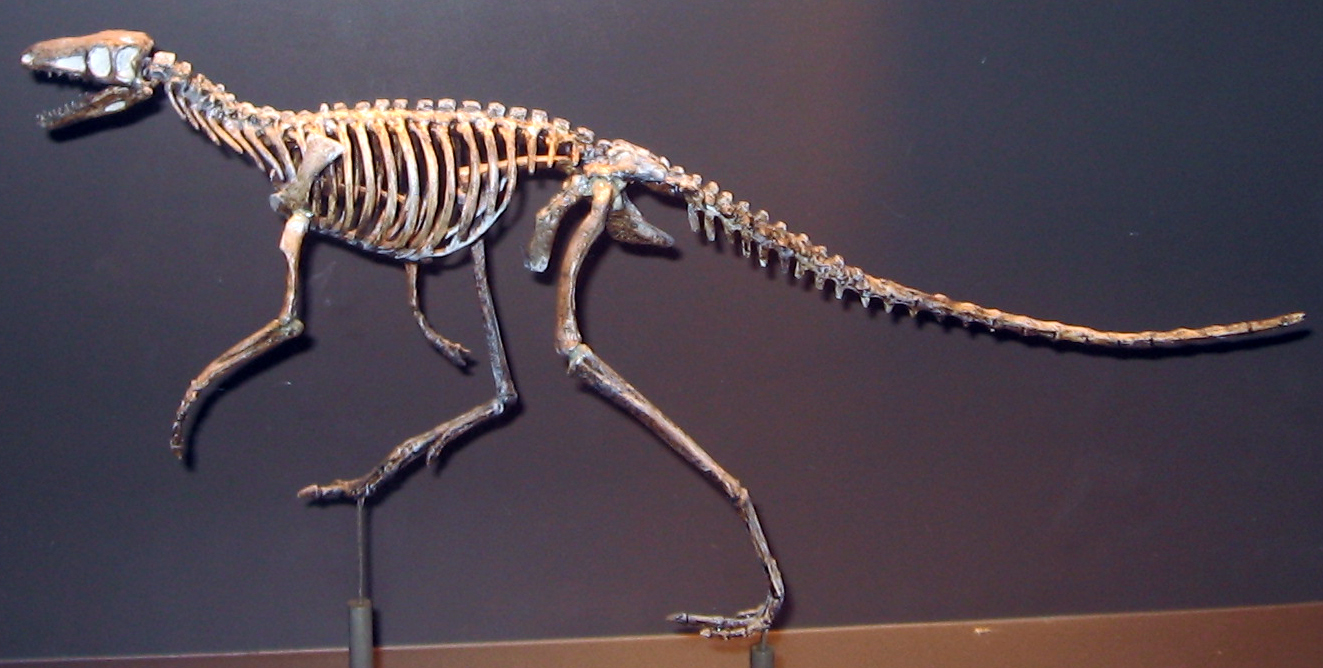
Khung xương của Marasuchus lilloensis, một ornithodira gần giống khủng long

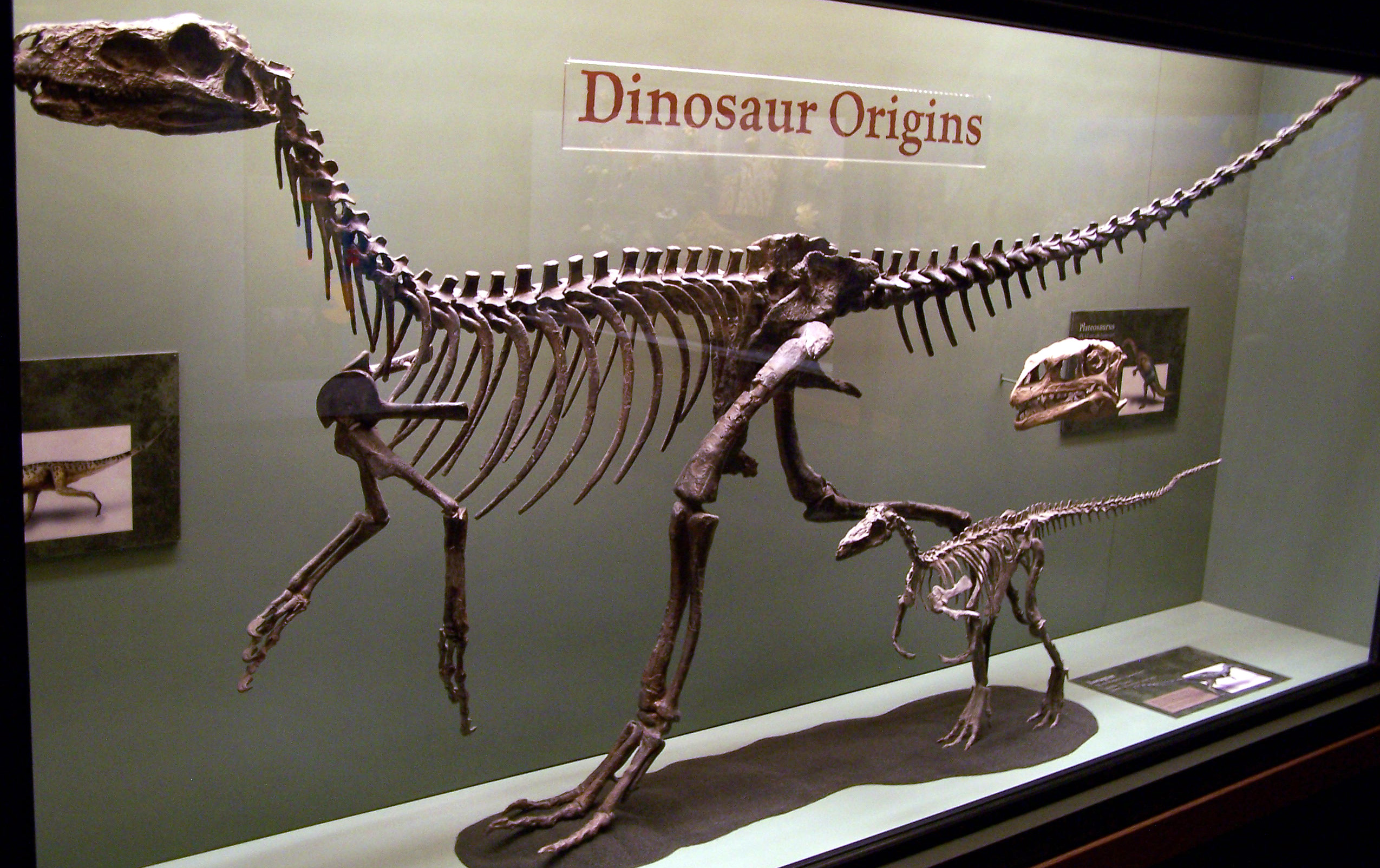
Các dạng khủng long nguyên thủy: Herrerasaurus (lớn), Eoraptor (nhỏ) và hộp sọ của Plateosaurus

## Phân loại

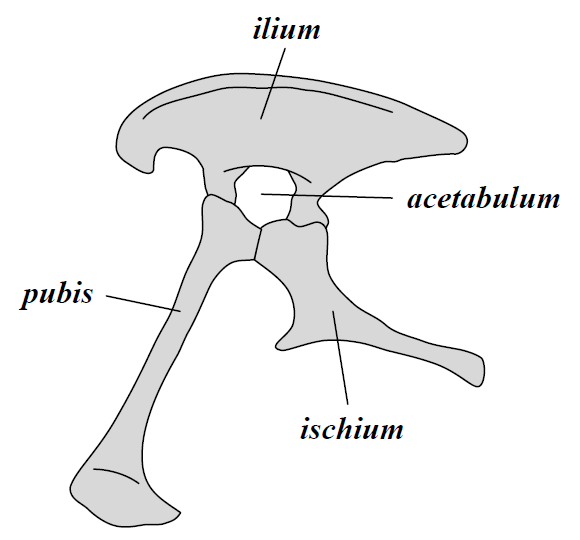
khung chậu của Saurischia (bên trái)
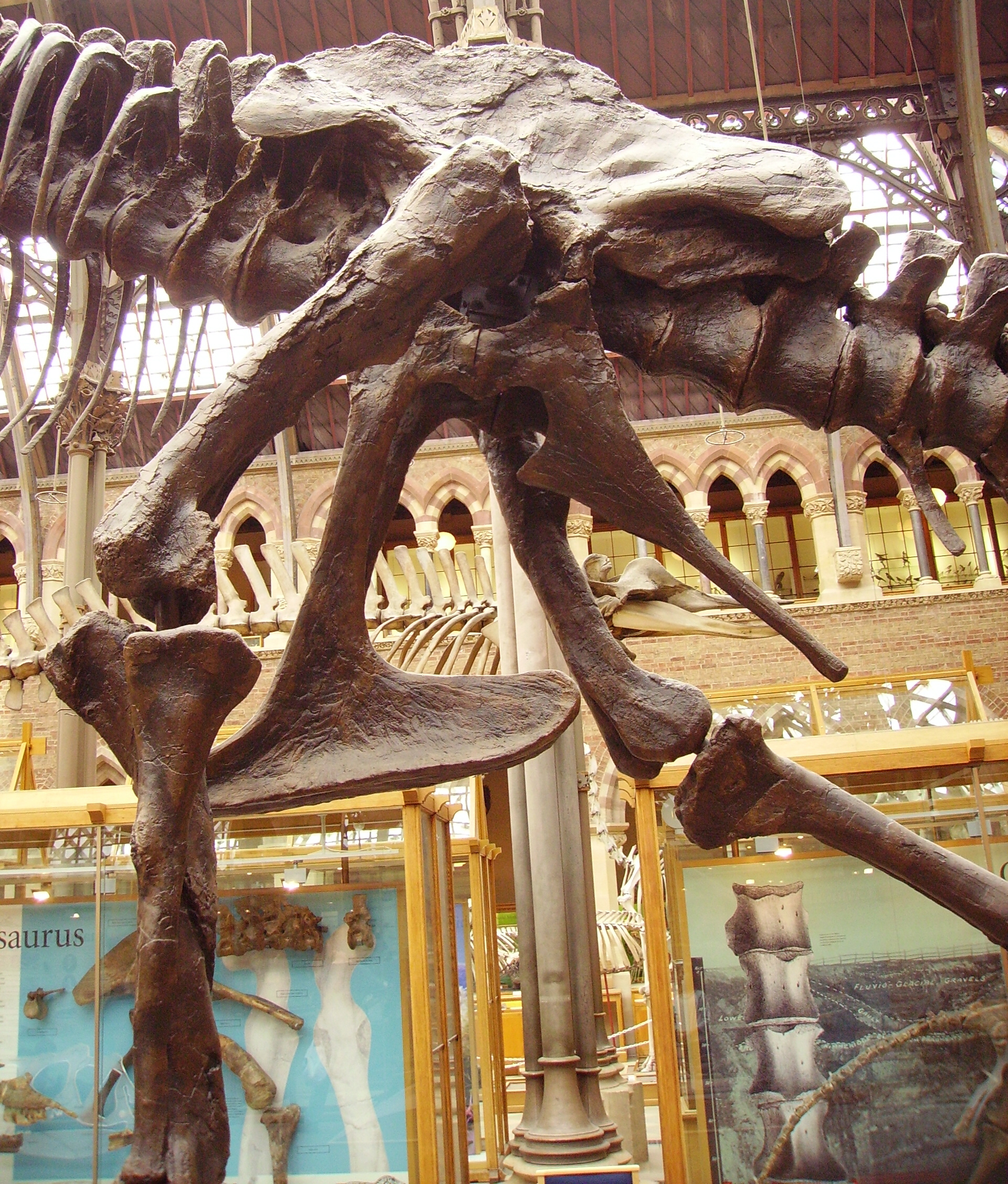
cấu trúc khung chậu của Tyrannosaurus (cho thấy cấu trúc hông thằn lằn – bên trái)
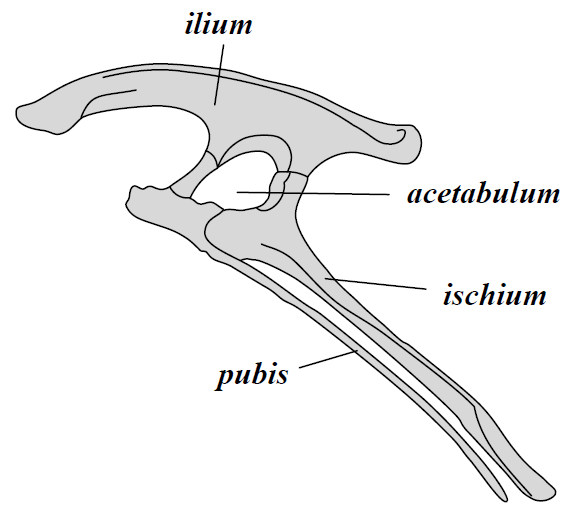
khung chậu Ornithischia (bên trái)
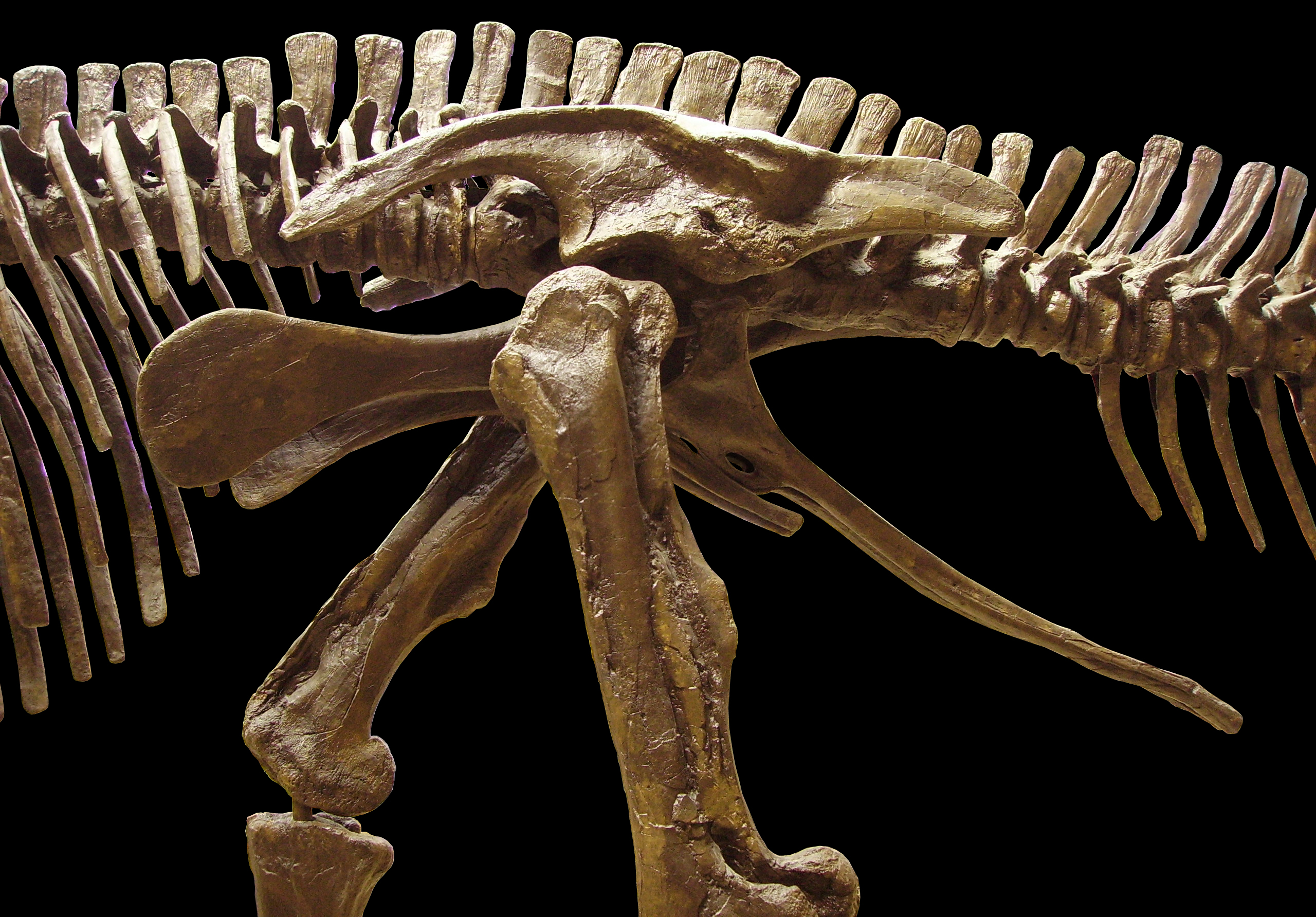
cấu trúc khung chậu của Edmontosaurus (cho thấy cấu trúc hông chim – bên trái)

### Phân loại

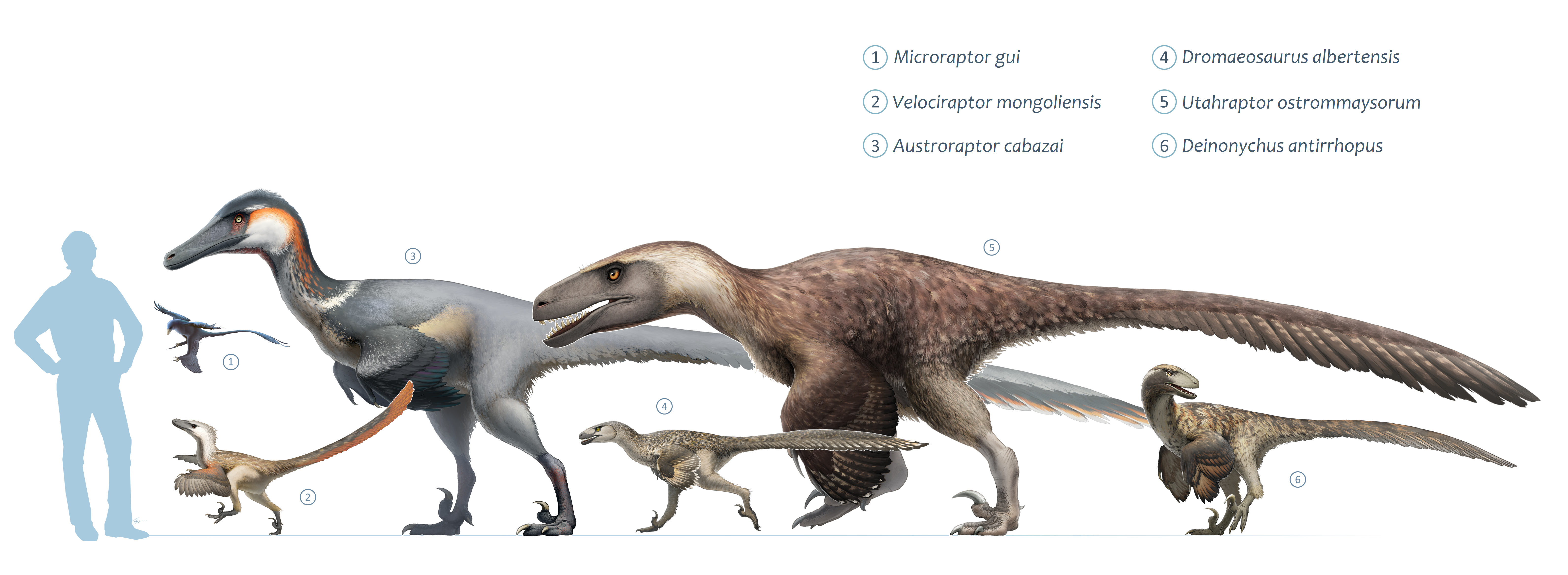
Sáu loài khủng long chân thú thuộc dromaeosaurid: từ trái sang phải; Microraptor, Velociraptor, Austroraptor, Dromaeosaurus, Utahraptor, và Deinonychus

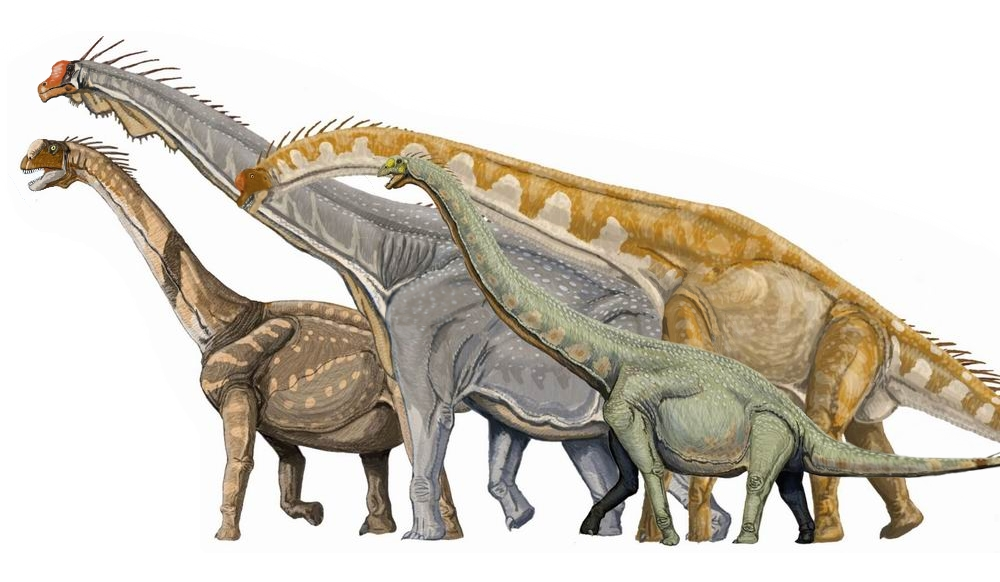
Từ trái qua phải Camarasaurus, Brachiosaurus, Giraffatitan, và Euhelopus

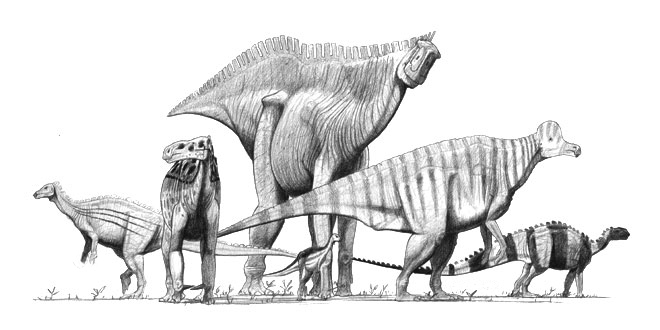
Trái ngoài cùng: Camptosaurus, trái: Iguanodon, giữa: Shantungosaurus, giữa gần: Dryosaurus, phải: Corythosaurus, phải ngoài cùng (nhỏ): Heterodontosaurus, phải ngoài cùng (lớn) Tenontosaurus.

#### Lớn nhất và nhỏ nhất

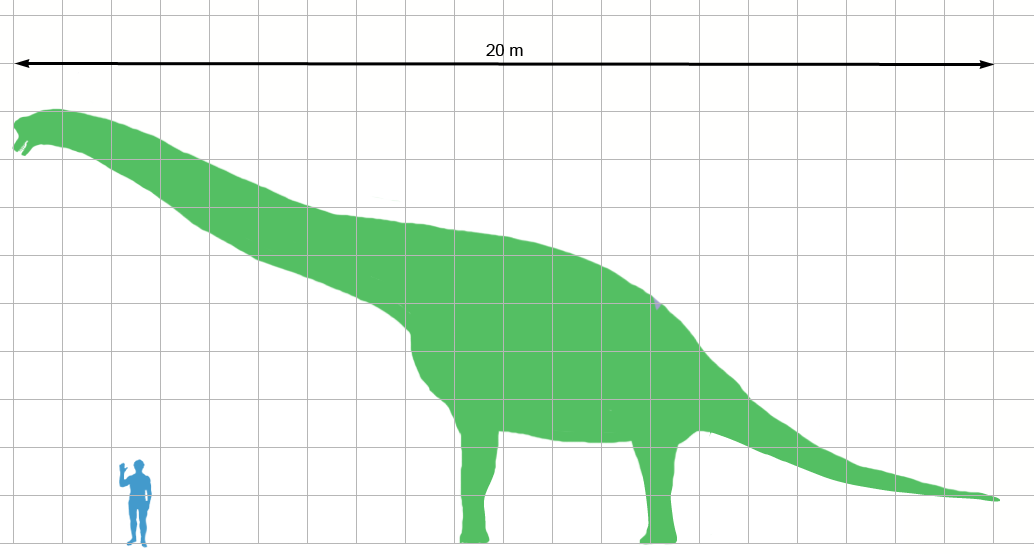
So sánh kích thước với Giraffatitan

So sánh kích thước với Eoraptor

### Hành vi

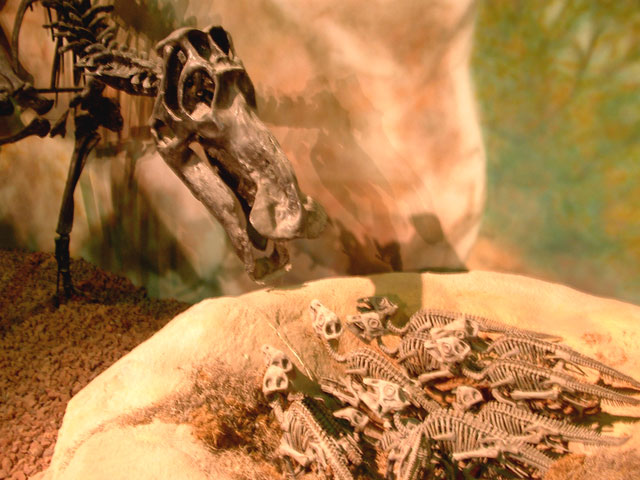
Tổ của Maiasaura peeblesorum được phát hiện năm 1978.

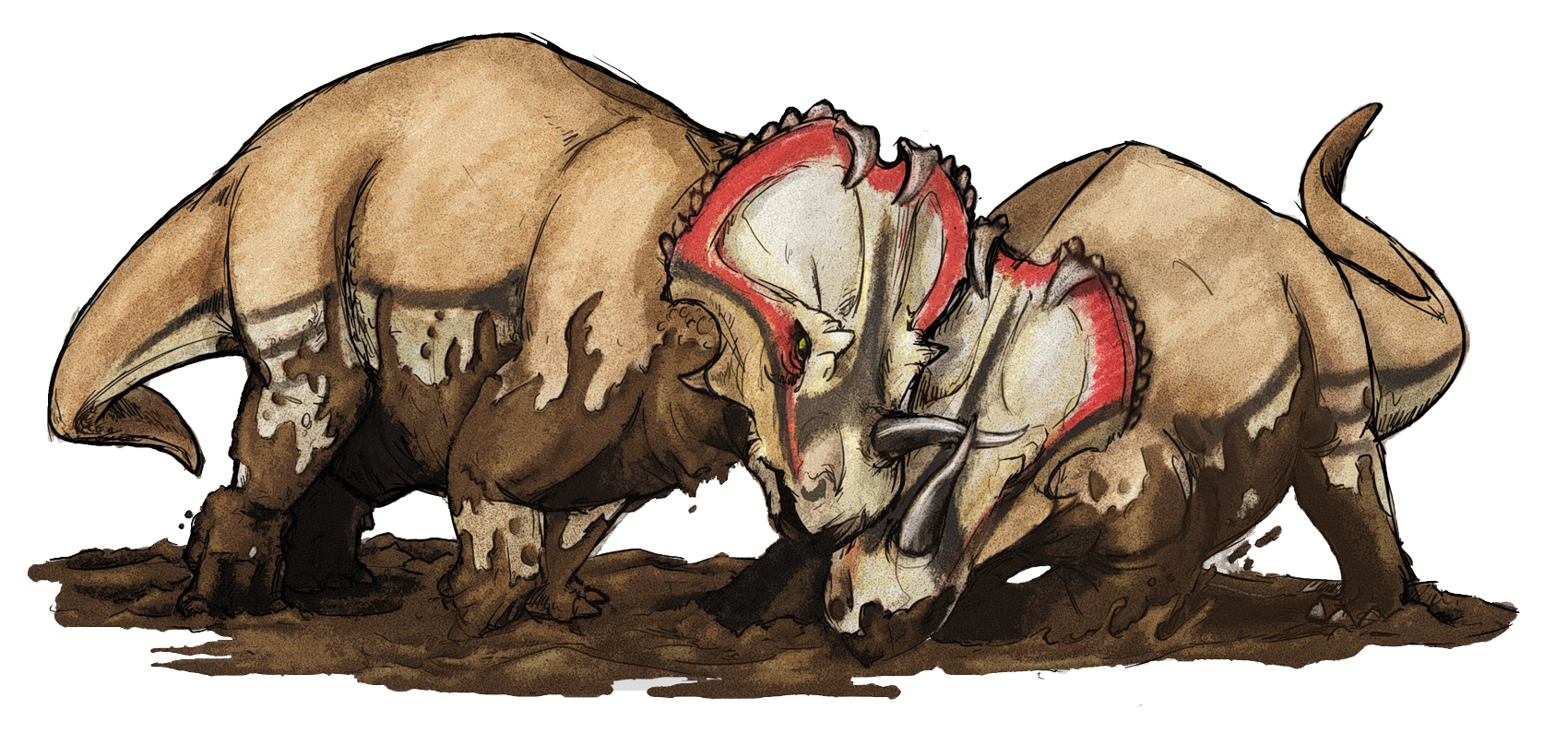
Hai Centrosaurus apertus đang đánh nhau.

### Sự va chạm của tiểu hành tinh

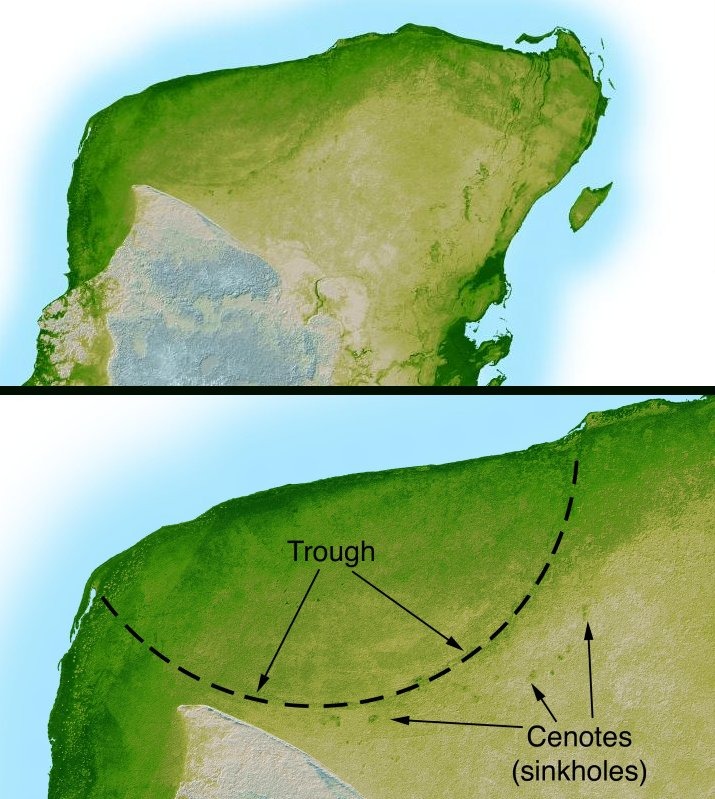
Hố Chicxulub ở phía đuôi của bán đảo Yucatán; sự va chạm của thiên thạch để tạo thành hố này có thể là nguyên nhân gây nên sự tuyệt chủng các loài khủng long.

## Lịch trình tiến hóa